# 荒神山神社
荒神山神社（こうじんやまじんじゃ）は、滋賀県彦根市にある神社。かまど神の信仰がある。

## 主祭神
- 火産霊神
- 奥津日子神
- 奥津比売神

## 配神
- 祓戸大神(瀬織津比売神・速秋津日売神・気吹戸主神・速佐須良比売神)

## 歴史
この神社の創建年代等については不詳であるが、この場所は天智天皇の時代に犬上・愛知・神前・蒲生の4郡の祓殿及び御祈所と定められた。この神社はもともと奈良時代の僧行基によって三宝荒神を勧請して創建された奥山寺という天台宗寺院であった。また行基は奥山寺の伽藍成就後、伊勢神宮に礼参し外宮の神木である宇賀璞の実と栂の実をいただいて社頭に植えた。戦国時代に奥山寺は叡山派であったため織田信長に焼き払われ幾多の宝物や古文書が堂宇と共に焼失した。江戸時代に井伊彦根藩の崇敬を厚く受け、廃藩に至るまで約300年間は毎年米15石を供進される他、莫大な寄進や建物修築などがあり社頭の保護維持が尽くされた。明治初年の神仏分離の官命に伴い、奥山寺は廃寺となり現在の神社に改められた。仏像はその時に他所に譲渡された。明治9年に村社に加えられた。
(節出典・荒神山神社案内書)

## 主な行事
- 代々祭（4月下旬・11月下旬）
- みなづき祭（6月29日・30日）

## その他
かまど神を仏としてまつっている寺もあるが、家庭での拝礼はおふだを頂いた所の作法に従う。